# Blair Witch (film)
Blair Witch este un film american din 2016 regizat de Adam Wingard și scris de Simon Barrett. Este creat în genurile înregistrare recuperată, supranatural, de groază, psihologic. Rolurile principale au fost interpretate de actorii James Allen McCune, Callie Hernandez, Brandon Scott, Corbin Reid, Wes Robinson și Valorie Curry. Este al treilea film din seria Blair Witch și este o continuare directă a filmului Proiect:Vrăjitoarea (1999).  Filmul urmărește un grup de studenți și de ghizi locali care se aventurează prin Black Hills Forest din Maryland pentru a descoperi misterele legate de dispariția lui Heather Donahue, sora unuia dintre personaje. Inițial, legătura filmului cu franciza Blair Witch a fost ținută secretă, iar filmul a fost realizat sub titlul fals The Woods.
La 22 iulie 2016, un trailer oficial al filmului a fost prezentat  la San Diego Comic-Con. Filmul, produs de Lionsgate, a fost lansat la 16 septembrie 2016. Blair Witch este o continuare directă a The Blair Witch Project și nu „recunoaște” evenimentele din Book of Shadows: Blair Witch 2. Cu toate acestea, Wingard a declarat că deși noul film nu se referă la oricare dintre evenimentele din Book of Shadows: Blair Witch 2, filmul nu discreditează în mod necesar existența filmului Book of Shadows: Blair Witch 2.

## Prezentare
În 2014, James Donahue găsește un film care conține o imagine a presupusei sale surori Heather, care a dispărut în 1994 în apropiere de Burkittsville, Maryland în timp ce investiga legenda locală Blair Witch. El crede că ea este încă în viață și se duce în pădure, însoțit de prietenii săi Peter Jones, Ashley Bennett și studenta la cinematografie Lisa Arlington, care vrea să realizeze un documentar. Localnicii Talia și Lane li se alătură pe post de  ghizi.

## Distribuție
- James Allen McCune - James Donahue
- Callie Hernandez - Lisa Arlington
- Brandon Scott - Peter Jones
- Corbin Reid - Ashley Bennett
- Wes Robinson - Lane
- Valorie Curry - Talia

## Producție
Filmările au avut loc în perioada ____. Cheltuielile de producție s-au ridicat la 5 milioane $.